# Franz Xaver Richter
Franz Xaver Richter, född 1 december 1709 i Holleschau, Mähren, död 12 september 1789 i Strasbourg, var en mährisk violinist, sångare, dirigent tonsättare och musikteoretiker. 
Richter var verksam i Mannheim och blev stilbildande för Mannheimskolan. Han var den mest traditionella av den första generationens kompositörer i Mannheimskolan och på sin tid en högt uppskattad kontrapunktist. Som kompositör var han lika hemma i både konsertmusiken och kyrkomusiken. 
Richter skrev främst symfonier, konserter för olika blåsinstrument samt kammarmusik och kyrkomusik. Hans symfonier har setts som den felande länken mellan Bachs och Händels generation och wienklassicisterna.

## Verkförteckning (i urval)
- Konsert för flöjt, stråkar och generalbas i D dur
- Konsert för flöjt och orkester i D-dur
- Konsert för flöjt och orkester i e-moll
- Konsert för flöjt, stråkar och generalbas i G-dur
- Konsert för oboe och orkester i F-dur
- Konsert för trumpet och orkester i D-dur (före 1789)
- Duo för flöjt och violin i D-dur
- Cembalokonsert i e-moll
- Kemptener Te Deum, för solister, körer, orkester och orgel (1741–1742)
- Sinfonia a 4 i B-dur (ca 1740)
- Sinfonia a 4 i C-dur ("La Melodia Germanica")
- Sinfonia a 4 i c-moll
- Sinfonia a 4 i Ess-dur (1754)
- Sinfonia a 4 i G-dur
- Sinfonia i B-dur
- Sinfonia nr 10 i e-moll
- Sinfonia nr 11 i g-moll
- Sinfonia nr 12 i C-dur
- Sinfonia nr 13 i c-moll (Sex stora symfonier, nr 3)
- Sinfonia nr 29 i g-moll (med fuga) (Före 1760)
- Sinfonia nr 34 i F-dur (Sex stora symfonier nr 4) (1744)
- Sinfonia nr 36 i F-dur (Sex stora symfonier nr 5) (1744)
- Sinfonia nr 40 i F-dur (Sex stora symfonier nr 2) (1744)
- Sinfonia nr 52 i D-dur
- Sinfonia nr 53 i D-dur (Trumpetsymfoni)
- Sinfonia nr 63 i B-dur (Sex stora symfonier nr 1) (1744)
- Sinfonia nr 64 i B-dur (Sex stora symfonier nr 6) (1744)
- Sinfonia nr 7 i C-dur
- Sinfonia nr 8 i B-dur
- Sinfonia nr 9 i A-dur
- Sinfonia nr 43 i f-moll
- Sinfonia nr 56 i d-moll
- Sex stora symfonier (1744)
- Sonat för 2 violiner, violoncell och generalbas nr 6 i a-moll, op. 4
- Sonat för flöjt och generalbas i G-dur
- Sonat för flöjt, violoncell och cembalo i A-dur, op. 2/6
- Sonat för flöjt, violoncell och cembalo i A-dur
- Sonat för flöjt, violoncell och cembalo i B-dur, op. 2/5
- Sonat för flöjt, violoncell och cembalo i C-dur, op. 2/4
- Sonat för flöjt, violoncell och cembalo i D-dur, op. 2/2
- Sonat för flöjt, violoncell och cembalo i F-dur, op. 2/1
- Sonat för flöjt, violoncell och cembalo i G-dur, op. 2/3
- Sonat för piano, violin och violoncell i B-dur
- Sonat för piano, violin och violoncell i G-dur
- Sonater (6) för två flöjter (1763)
- Stråkkvartett i A-dur, op. 5/3
- Stråkkvartett i B-dur, op. 5/2
- Stråkkvartett i C-dur, op. 51
- Stråkkvartett i C-dur, op. 5/1
- Stråkkvartett i G-dur, op. 5
- Stråkkvartetter (6) op. 5
- Symfoni i B-dur
- Symfoni i C-dur
- Symfoni i D-dur, op. 2/6
- Symfoni i G-dur
- Trio för flöjt, violoncell och cembalo obligato